# Station Hoorn Kersenboogerd
Station Hoorn Kersenboogerd is een spoorwegstation in de wijk Kersenboogerd, in het oosten van Hoorn, gelegen aan de spoorlijn Hoorn – Enkhuizen.
Het station werd geopend op 29 mei 1983 en is een voorbeeld van een voorstadshalte. Het werd ontworpen door ir. J. Bak van Articon (een dochteronderneming van NS).
Direct ten oosten van het station ligt een opstelspoor (Hoorn Kersenboogerd Opstel, afkorting "Hnko") dat door de sprinters uit de richting Hoofddorp gebruikt kan worden om te keren. Tot het opstelspoor ligt dubbelspoor, de lijn naar Enkhuizen gaat vanaf hier verder als enkelspoor. Het keerspoor is eind 2008 in gebruik genomen na de aanleg van de Hemboog bij station Amsterdam Sloterdijk, die rechtstreekse treinen tussen Hoorn Kersenboogerd en Schiphol/Hoofddorp mogelijk maakte. Van eind 2013 tot eind 2016 was het keerspoor niet in gebruik en werd er langs het perron op Hoorn Kersenboogerd zelf gekeerd.  Omwonenden van het opstelspoor stellen al jarenlang overlast te ondervinden van het gebruik daarvan, door geluidsoverlast van de treinen en het personeel, het bederven van het uitzicht en inkijk in hun tuinen.

## Vernieuwing 2024-2025
In 2024 start de vernieuwing van station Hoorn Kersenboogerd om de verouderde perronconstructies te vervangen en diverse verbeteringen door te voeren. De huidige jukkenperrons naderen het einde van hun levensduur en zullen worden vernieuwd. De nieuwe perrons worden gedeeltelijk verbreed voor meer ruimte en betere faciliteiten, zoals nieuwe wachtruimtes en aangepaste perronhoogtes voor een gelijkvloerse instap.
Daarnaast wordt de perronkap van perron 1 verlengd voor betere bescherming tegen weersinvloeden, met zonnepanelen die bijdragen aan de duurzaamheidsambities. Oude abri's maken plaats voor nieuwe wachtruimtes en moderne stationsoutillage om de reizigerservaring te verbeteren. Ook de fietsparkeerplekken worden vernieuwd en verplaatst, met nieuwe overkappingen, rekken en etagerekken aan de zuidzijde van het station voor verbeterde toegang.
De werkzaamheden beginnen in 2024 en omvatten een 12-daagse treinvrije periode van 22 oktober tot 3 november voor intensieve werkzaamheden, met afronding gepland in het eerste kwartaal van 2025.

## Treinverbindingen
De volgende treinseries bedienen Hoorn Kersenboogerd:
| Serie | Treinsoort     | Route | Bijzonderheden |
| ----- | -------------- | --- | --- |
| 2900  | Intercity (NS) | Enkhuizen – Hoorn Kersenboogerd – Hoorn – Amsterdam Centraal – Utrecht Centraal – 's-Hertogenbosch – Eindhoven Centraal – Weert – Roermond – Sittard – Maastricht | Rijdt van maandag t/m donderdag in de vroege ochtend en in de avonduren en rijdt van vrijdag t/m zondag de hele dag en vervangt dan Intercity 3900 tussen Enkhuizen en Amsterdam Centraal en intercity 2700 tussen Amsterdam Centraal en Maastricht.                                                                           |
| 12900 | Intercity (NS) | Enkhuizen – Hoorn Kersenboogerd – Hoorn – Amsterdam Centraal | Stopt niet in Zaandam. Rijdt enkel eenmaal op de vroege zaterdagochtend en rijdt als IC door richting Nijmegen. Rijdt niet richting Enkhuizen |
| 3700  | Intercity (NS) | Amsterdam Centraal – Purmerend – Hoorn – Hoorn Kersenboogerd – Enkhuizen                                                                                          | Stopt niet in Zaandam. Rijdt alleen in de spits in de spitsrichting, rijdt niet op vrijdag. |
| 3900  | Intercity (NS) | Enkhuizen – Hoorn Kersenboogerd – Hoorn – Amsterdam Centraal – Utrecht Centraal – 's-Hertogenbosch – Eindhoven Centraal – Weert – Roermond – Sittard – Heerlen    | Stopt niet in Zaandam. Rijdt in de avonduren en van vrijdag t/m zondag de hele dag enkel tussen Eindhoven Centraal en Heerlen. Wordt in de avonduren en van vrijdag t/m zondag de hele dag vervangen door intercity 2900. Rijdt van maandag t/m donderdag in de avonduren enkel tussen Sittard en Heerlen en rijdt dan 1x/uur. |
| 4100  | Sprinter (NS)  | Hoofddorp – Schiphol Airport – Zaandam – Purmerend – Hoorn – Hoorn Kersenboogerd                                                                                  | |

## Busverbindingen
De volgende buslijn van Connexxion stopt op station Hoorn Kersenboogerd:
- Lijn 14: Hoorn (Station - Centrum - Kersenboogerd)

## Ontwikkeling aantal reizigers
Het aantal door NS vervoerde reizigers (per gemiddelde werkdag) ontwikkelde zich sedert 2019 als volgt:
| Jaar | Aantal reizigers |
| ---- | ---------------- |
| 2019 | 5.221            |
| 2020 | 2.587            |
| 2021 | 2.488            |
| 2022 | 3.435            |
| 2023 | 3.888            |
| 2024 | 3.850            |

## Afbeeldingen

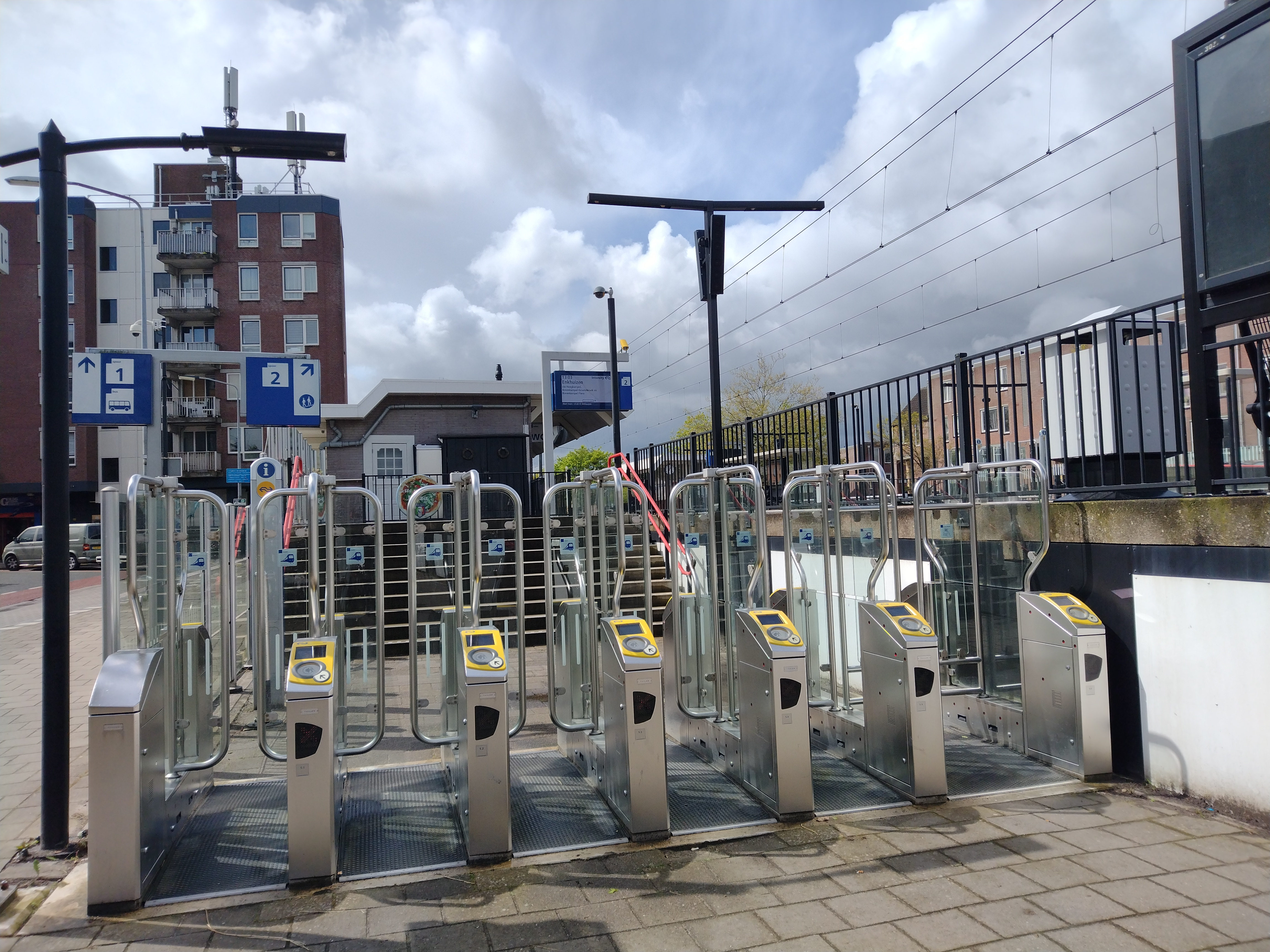
Poortjes op het station
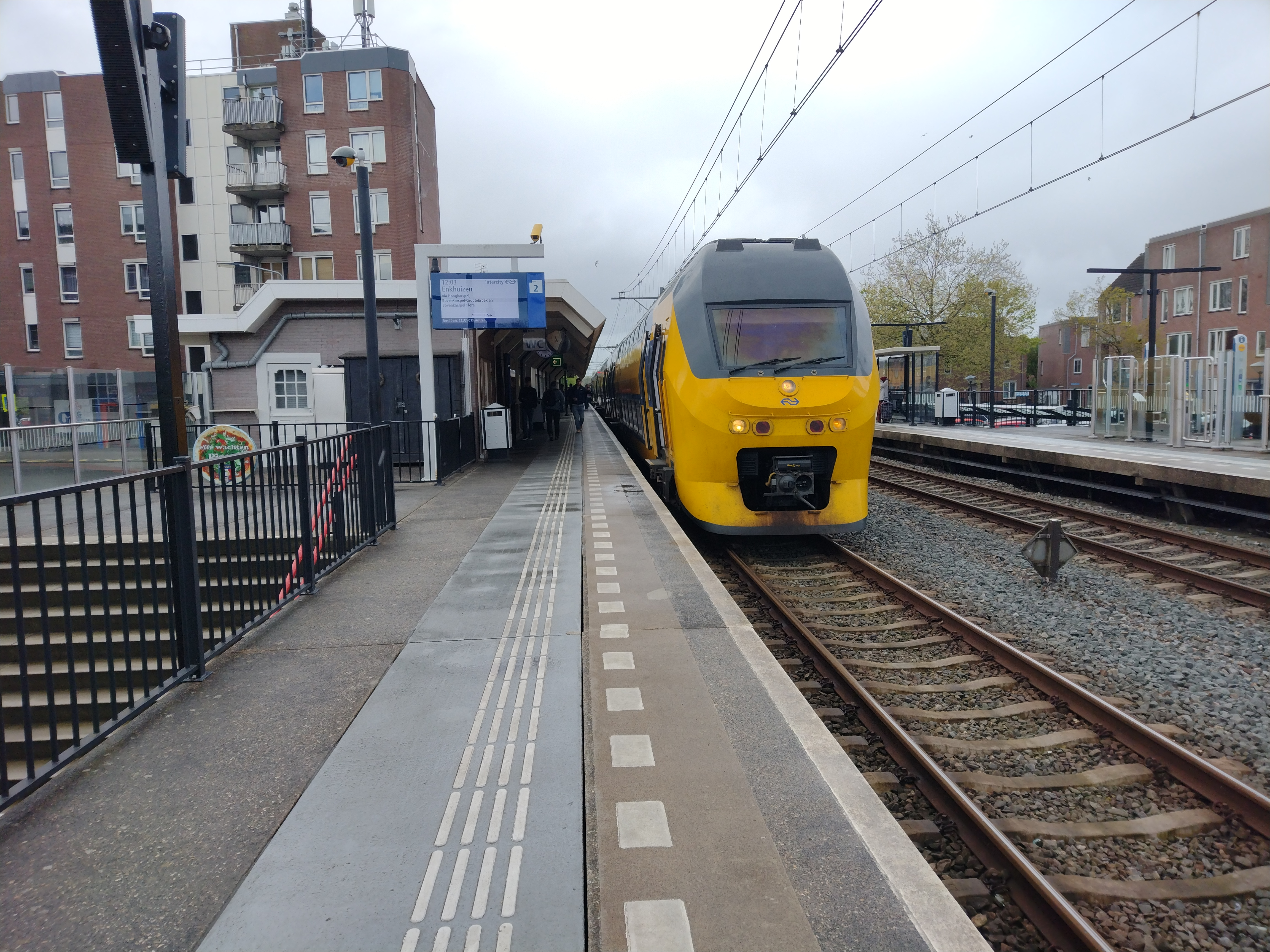
Intercity richting Enkhuizen op spoor 2
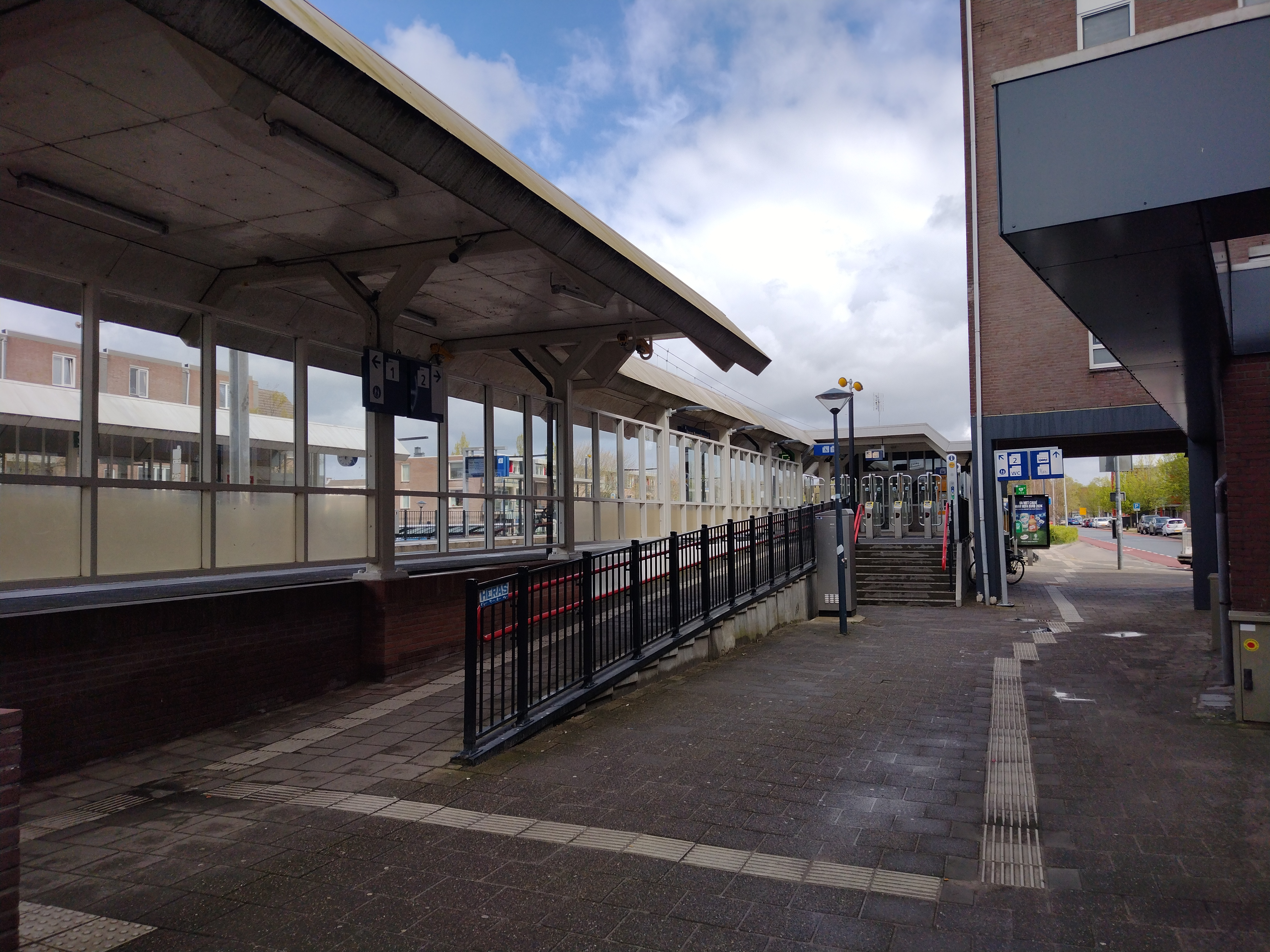
Toegang naar het perron
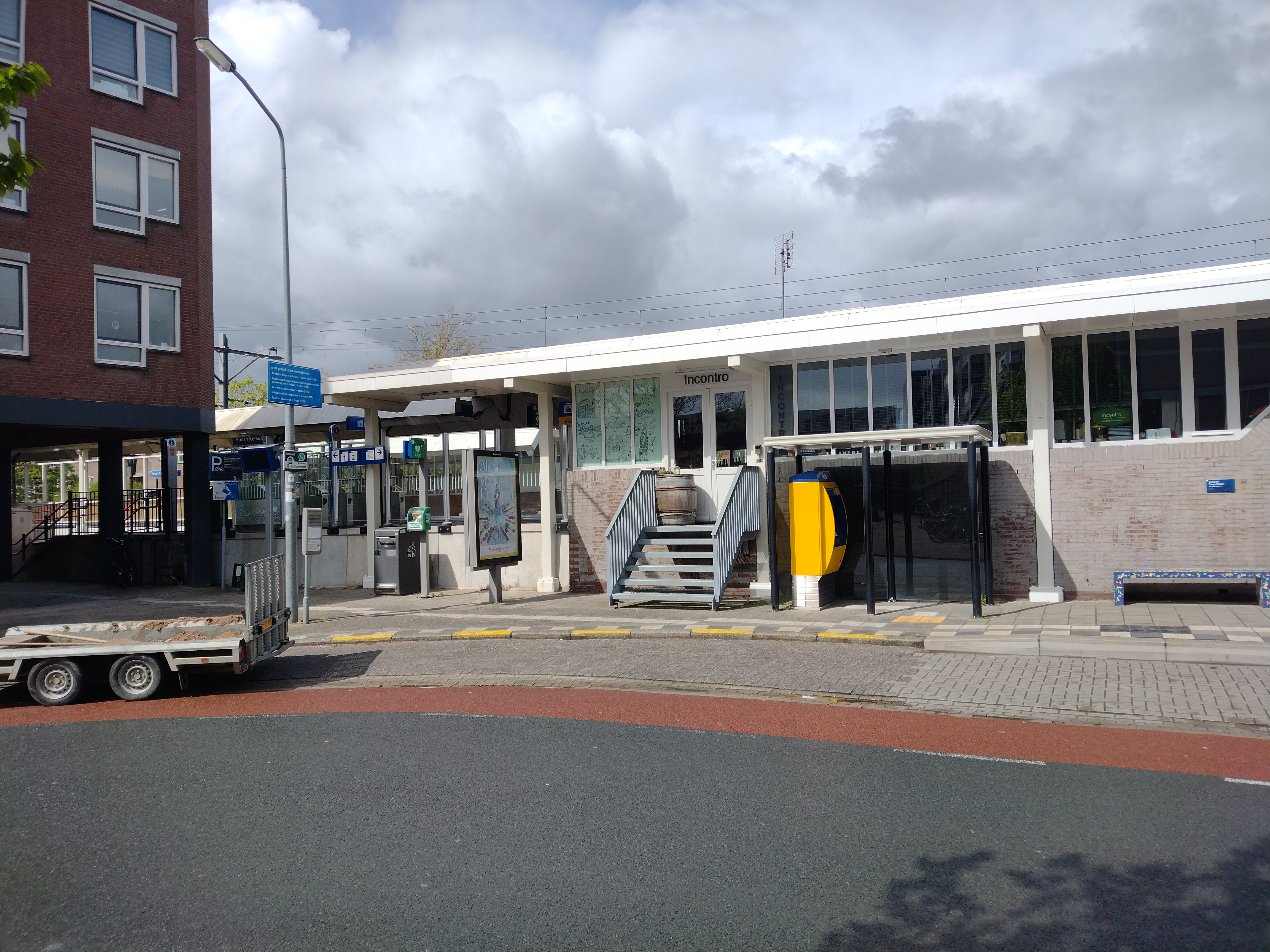
Stationsgebouw
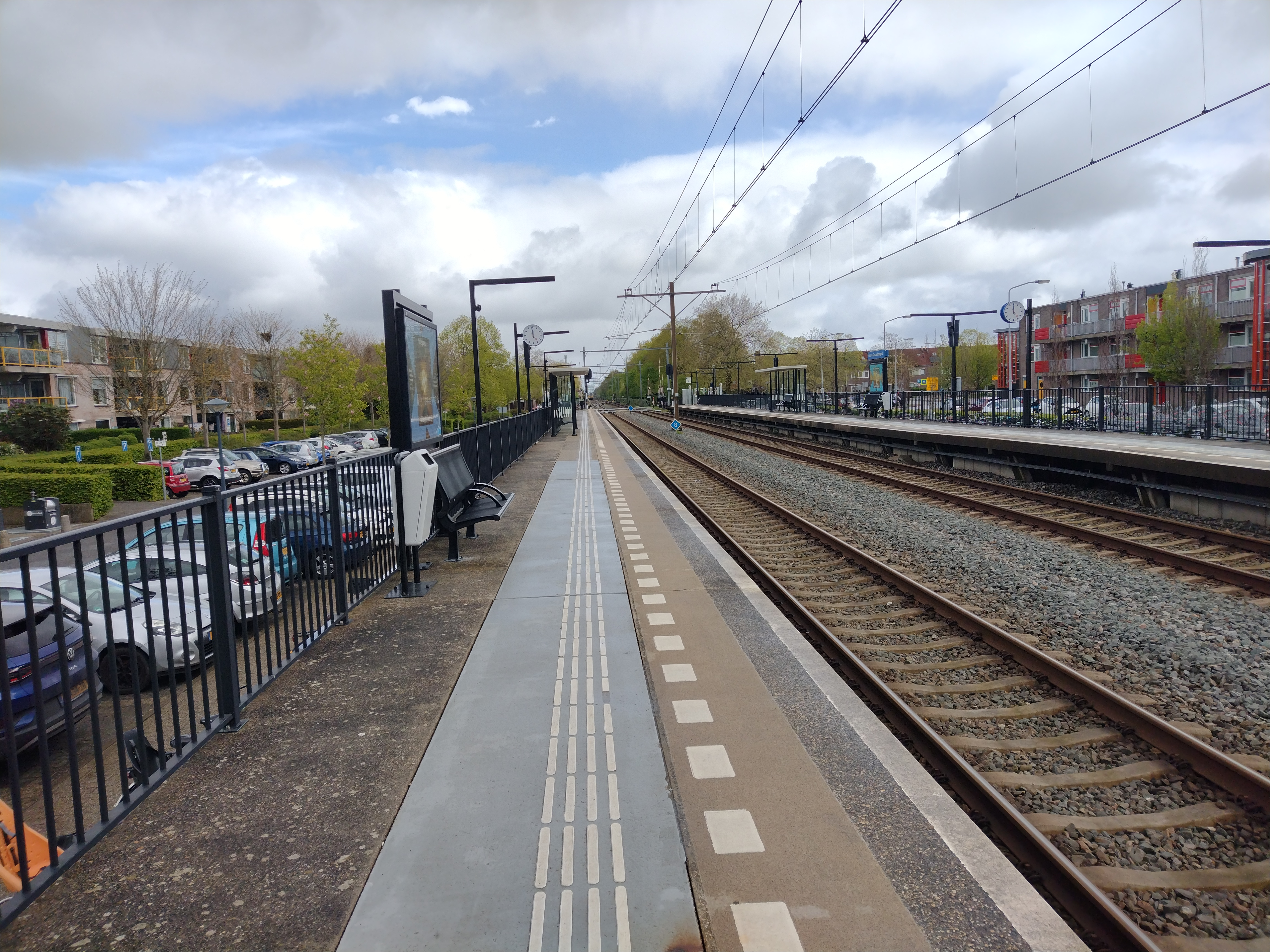
Perrons